# Hopton (Derbyshire)
Hopton ist eine Gemeinde in der englischen Grafschaft Derbyshire.
Der kleine Weiler ist eng mit der Familie Gell verbunden. Hier steht Hopton Hall, das Geburtshaus von Sir John Gell.  Auch der englische Maler und Archäologe William Gell wurde in Hopton geboren. 

## Söhne und Töchter der Stadt
- John Gell (1593–1671), Feldherr und Politiker
- William Gell (1777–1836), Maler und Archäologe